# Reality (album Sizzli)
Reality – trzydziesty trzeci album studyjny Sizzli, jamajskiego wykonawcy muzyki reggae i dancehall.
Płyta została wydana 25 stycznia 2006 roku przez wytwórnię Penitentiary Records. Znalazła się na niej kompilacja najnowszych singli wokalisty. Produkcją całości zajął się Patrick Golding.

## Lista utworów
1. "Visionary"
2. "Our Time Soon"
3. "Follow Me"
4. "Guidance"
5. "Nah Run"
6. "Jah Calling"
7. "Reality"
8. "King"
9. "My Empress"
10. "Believe in Jah"
11. "Protect My People"
12. "Suffer Once But Never Again"
13. "Them Fear We"
14. "The Power Is Blessed"
15. "One Stop"